# Geertruidenberg (gemeente)

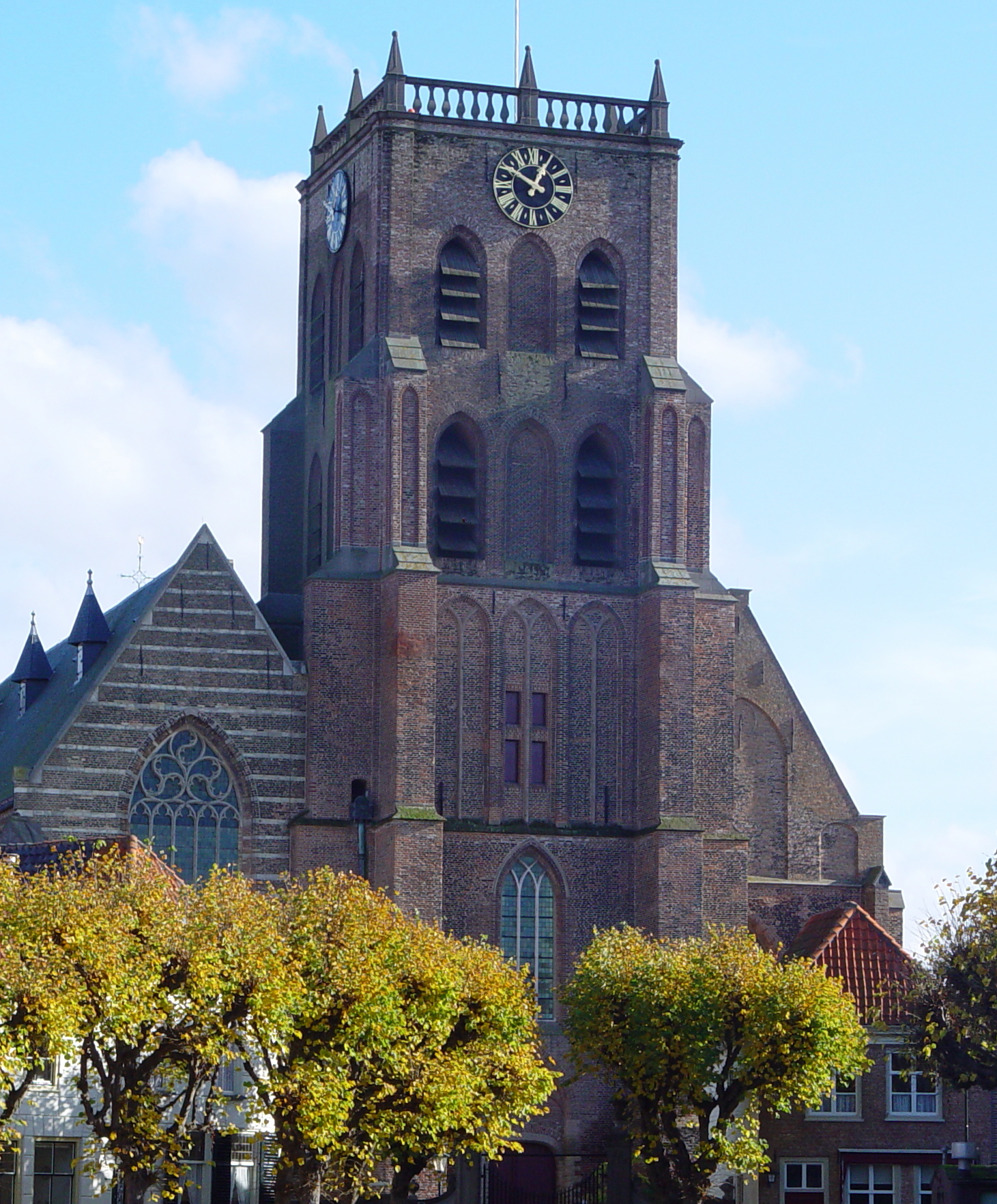
Geertruidskerk op de Markt in Geertruidenberg

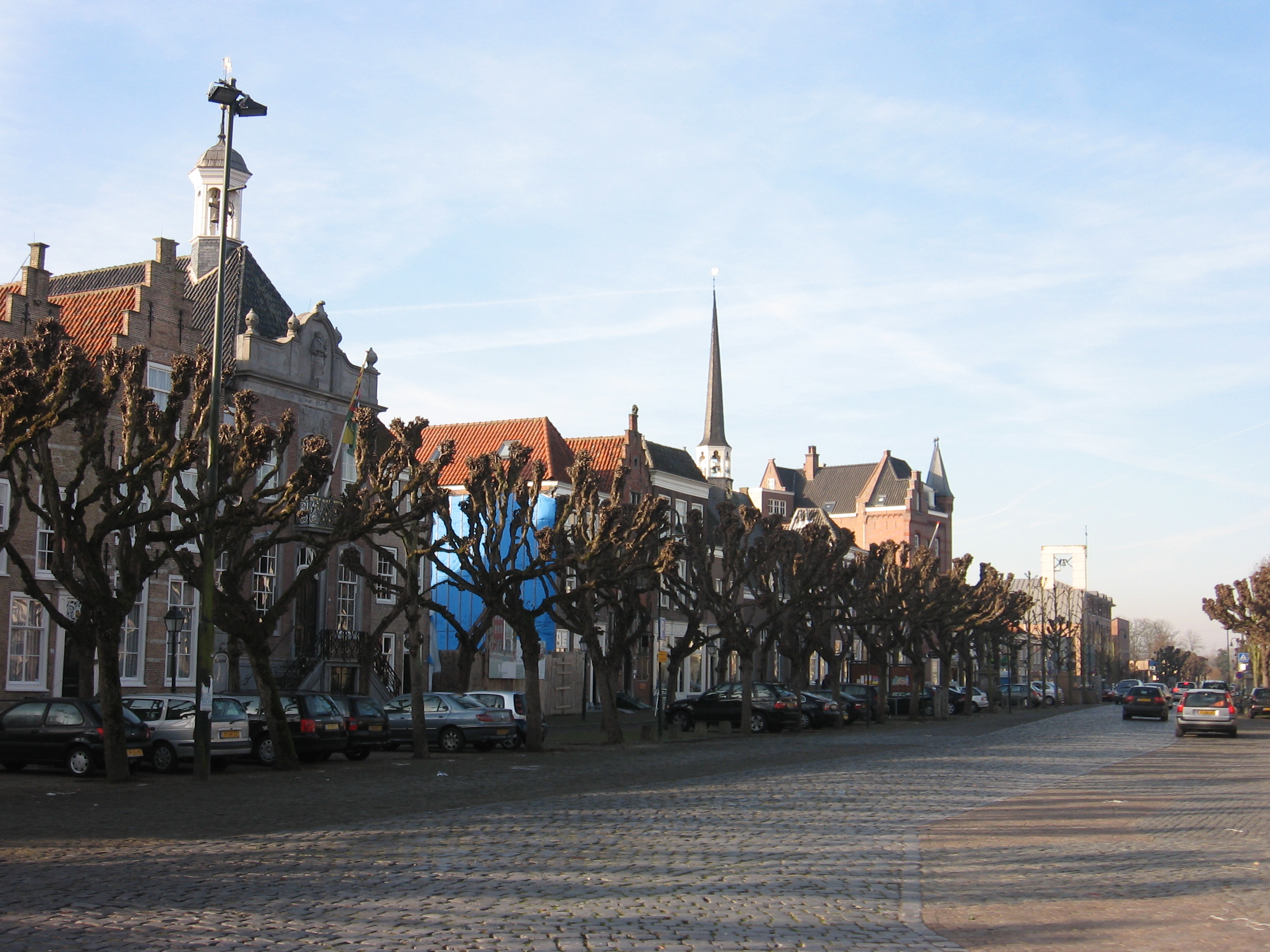
Markt

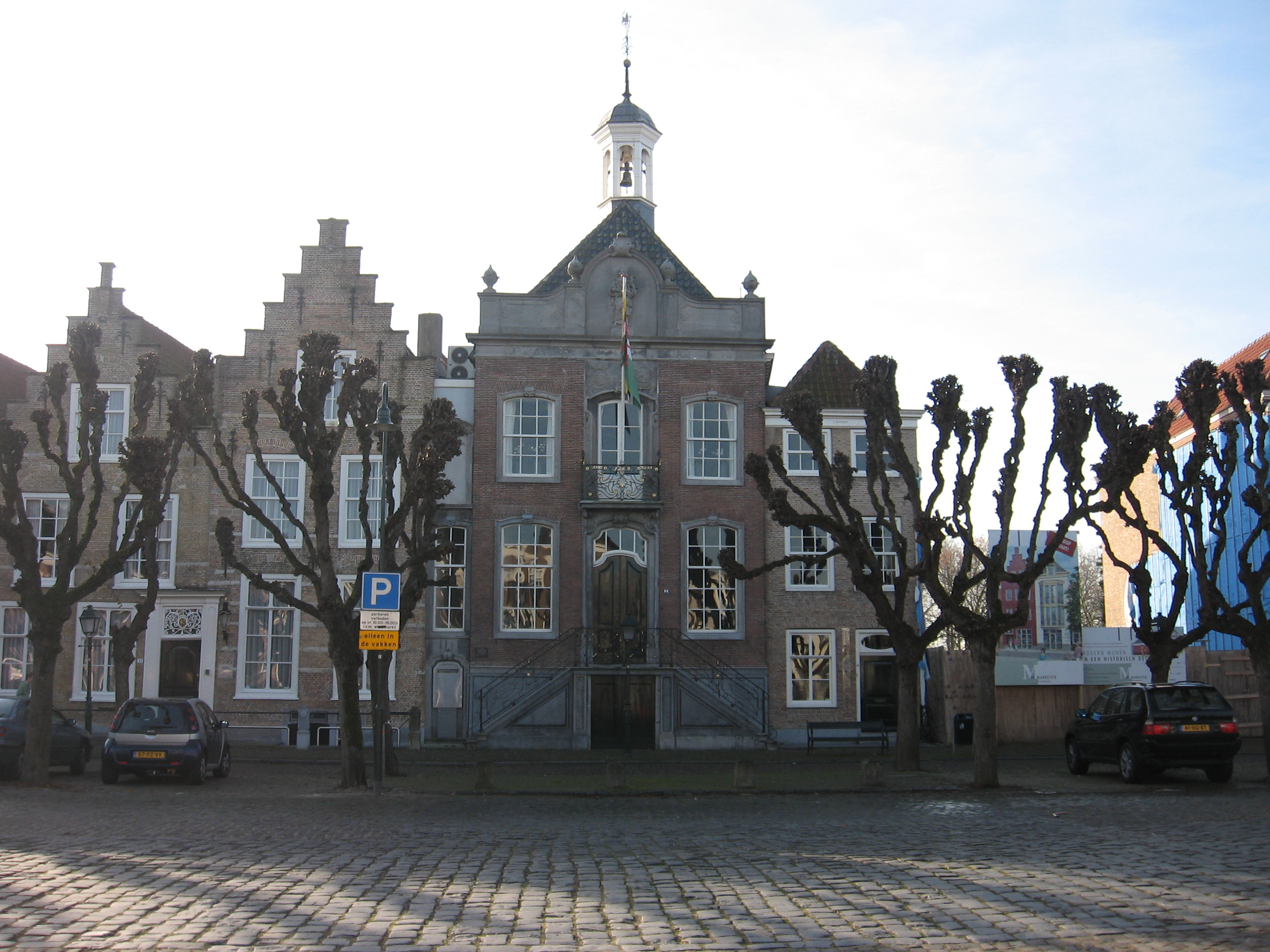
Stadhuis

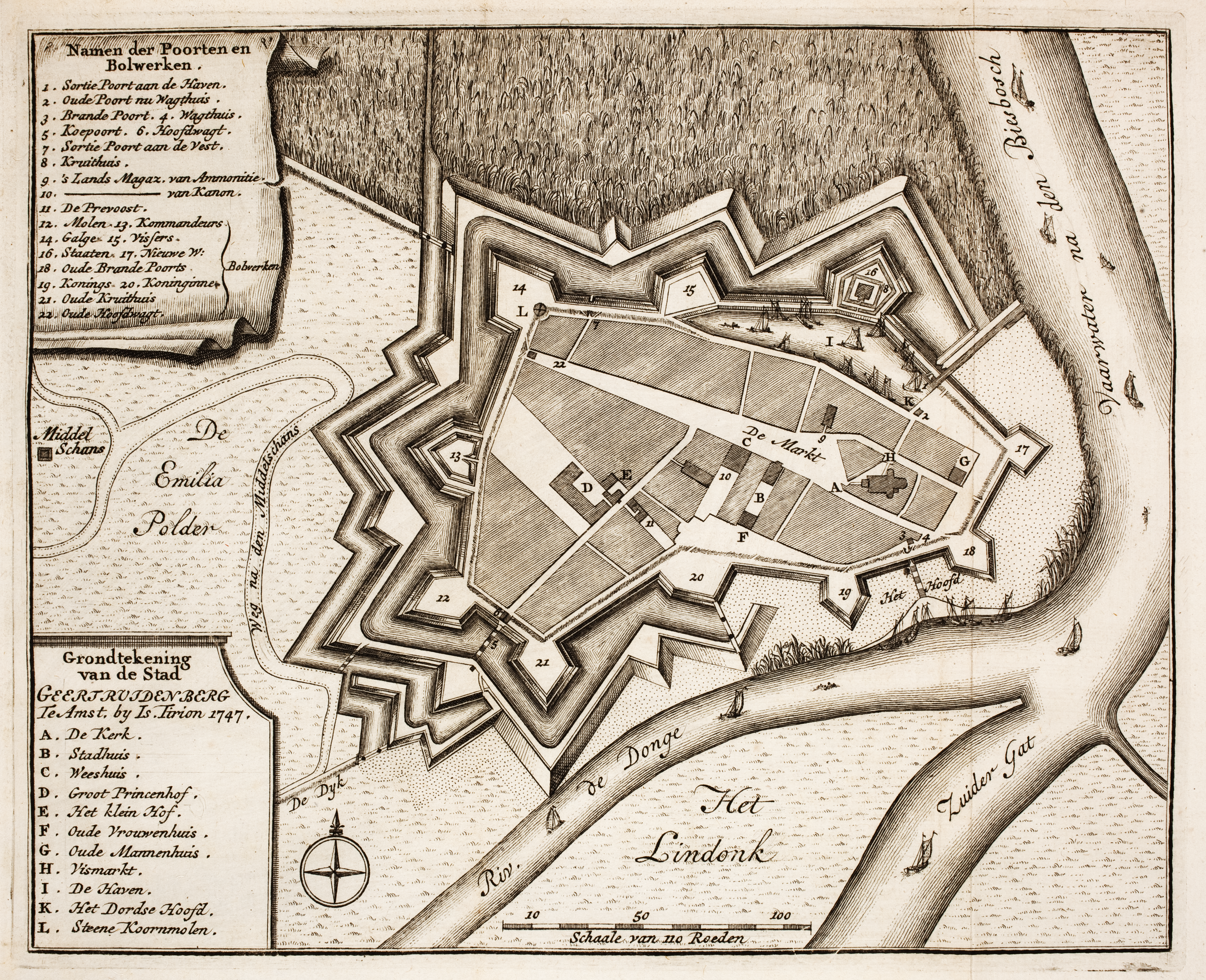
Kaart van Geertruidenberg, Tirion 1747, 1749

Geertruidenberg (uitspraakⓘ, Bergs: Dun Bèrrig) is een gemeente in de Nederlandse provincie Noord-Brabant. Op 22 november 2024 had Geertruidenberg 22.060 inwoners (bron: CBS).
Sinds de gemeentelijke herindeling van 1997 behoren de volgende kernen tot de gemeente Geertruidenberg:
- Geertruidenberg
- Raamsdonksveer
- Raamsdonk

## Topografie
Topografisch kaartbeeld van de gemeente Geertruidenberg, per september 2022.

### Aangrenzende gemeenten
| Aangrenzende gemeenten | Aangrenzende gemeenten | Aangrenzende gemeenten | Aangrenzende gemeenten | Aangrenzende gemeenten |
| ---------------------- | ---------------------- | ---------------------- | ---------------------- | ---------------------- |
|                        |                        | Altena                 |                        |                        |
|                        |                        |                        |                        |                        |
| Drimmelen              | Waalwijk               |                        |                        |                        |
|                        |                        |                        |                        |                        |
|                        |                        | Oosterhout             |                        | Dongen                 |

## Politiek
Het college van burgemeester en wethouders bestaat uit:
- M. (Marian) Witte: burgemeester
 Taken: Algemeen Juridische en Bestuurlijke Zaken, Openbare Orde en Veiligheid, (integrale) handhaving, Burgerzaken, Voorlichting, communicatie en representatie, Personeel en organisatie, Verbonden partijen, Regionale Samenwerking.
- A.M.E.J. (Annemiek) van Rooij (Keerpunt74): wethouder Mens en Zorg.
- M.P.C. (Mike) Hofkens (Lokaal+): wethouder Economie en Toerisme en Dienstverlening
- T. (Tommie) Mertens (Morgen!): wethouder Leefbaarheid en Duurzaamheid.
- H.H.M. (Hein) de Jongh (VVD): wethouder Financiën en Wonen.

### Zetelverdeling gemeenteraad
De gemeenteraad van Geertruidenberg bestaat uit 19 zetels. Hieronder de behaalde zetels per partij bij de gemeenteraadsverkiezingen sinds 1998:
| Partij                           | 1998 | 2002 | 2006 | 2010   | 2014   | 2018   | 2022   |
| -------------------------------- | ---- | ---- | ---- | ------ | ------ | ------ | ------ |
| Keerpunt74                       | 4    | 6    | 5    | 4      | 2      | 5      | 5      |
| Lokaal+                          | -    | -    | -    | -      | -      | 4      | 4      |
| Morgen!                          | -    | -    | -    | -      | -      | 3      | 3      |
| Gemeentebelangen Geertruidenberg | -    | -    | -    | -      | -      | -      | 2      |
| CDA                              | 8    | 5    | 3    | 3      | 2      | 3      | 2      |
| VVD                              | 2    | 2    | 2    | 2      | 2      | 2      | 2      |
| Sociale Volkspartij              | -    | -    | -    | -      | -      | 1      | 1      |
| D66                              | -    | -    | -    | -      | -*     | 1      | -      |
| Uw Drie Kernen                   | -    | -    | -    | 3      | 5      | -**    | -      |
| GroenLinks/D66                   | -    | -    | -    | -      | 4*     | -      | -      |
| SP                               | -    | -    | 2    | 1      | 2      | -      | -      |
| Partij Samenwerking              | 2    | 2    | 2    | 2      | 1      | -**    | -      |
| PvdA                             | 2    | 2    | 4    | 2      | 1      | -***   | -      |
| GroenLinks                       | 1    | 2    | 1    | 2      | -*     | -***   | -      |
| Totaal                           | 19   | 19   | 19   | 19     | 19     | 19     | 19     |
| Opkomst                          |      |      |      | 48,77% | 48,34% | 51,54% | 46,17% |

* GroenLinks en D66 gingen de gemeenteraadsverkiezingen van 2014 in als één partij, eind 2015 verliet D66 de combinatie
** Uw Drie Kernen en Partij Samenwerking fuseerden tot Lokaal+
*** D66, GroenLinks en PvdA fuseerden tot Morgen 

## Woningbouw
Dongeburgh is de naam van een plan om 950 woningen te bouwen op beide oevers van rivier de Donge tussen Geertruidenberg en Raamsdonksveer. Deelplan De Vesting, aan de zijde van Geertruidenberg, bestaat uit drie afzonderlijke wijkjes, de zogeheten bastions, waarvan het Brandepoortbastion en het Oranjebastion inmiddels voltooid zijn. Het derde bastion, Koninginnebastion genaamd, zou in 2011 worden opgeleverd. Ontwikkelaar WSG heeft aangekondigd de bouw te vertragen, waardoor het onzeker is wanneer dit bastion gebouwd gaat worden. Uiteindelijk is het Koninginnebastion in 2021 opgeleverd.

## Verkeer en vervoer
Geertruidenberg is nu bereikbaar via de A27 en de A59, knooppunt Hooipolder is eveneens in de gemeente gelegen.

### Openbaar vervoer
Geertruidenberg had tot 1950 een treinstation voor reizigers gelegen aan de voormalige spoorlijn Lage Zwaluwe - Waalwijk - 's-Hertogenbosch, ook wel het halve zolen-lijntje genoemd vanwege de schoenindustrie in de Langstraat. Het stationsgebouw is rond 1965 gesloopt, de rails zijn in 1985 verwijderd. Na 1950 werd het spoorwegemplacement nog enige tijd gebruikt door goederentreinen. Rond 2000 werd ook het emplacement ontmanteld en verrees er vanaf 2004 een woonwijk. Sindsdien onderhouden bussen het openbaar vervoer.
- lijn 174: Made - Geertruidenberg - Raamsdonksveer - Raamsdonk - Waspik - Sprang-Capelle - Waalwijk - Drunen - Wijk en Aalburg (streekbus)
- lijn 229: Raamsdonksveer - Geertruidenberg - Hank - Dussen - Almkerk (buurtbus)
- lijn 370: Etten-Leur - Breda - Teteringen - Oosterhout - Raamsdonksveer - Geertruidenberg (Bravodirect)
- lijn 380: Oud Gastel - Oudenbosch - Hoeven - Etten-Leur - Breda - Oosterhout - Raamsdonksveer - Geertruidenberg (Bravodirect)
- lijn 500: Oosterhout - Raamsdonksveer - Hank - Nieuwendijk - Sleeuwijk - Vianen - Utrecht (Brabantliner)
- lijn 682: Andel - Nieuwendijk - Hank - Raamsdonksveer - Geertruidenberg - Made - Wagenberg (schoolbus)
- lijn 683: Andel - Nieuwendijk - Hank - Raamsdonksveer - Oosterhout - Oosteind - Dongen (schoolbus)

## Monumenten
In de gemeente zijn er een aantal monumenten, zie:
- Lijst van rijksmonumenten in Geertruidenberg (gemeente)
- Lijst van gemeentelijke monumenten in Geertruidenberg
- Lijst van oorlogsmonumenten in Geertruidenberg
- Lijst van Stolpersteine in Geertruidenberg

## Kunst in de openbare ruimte
In de gemeente Geertruidenberg zijn diverse beelden, sculpturen en objecten geplaatst in de openbare ruimte, zie:
- Lijst van beelden in Geertruidenberg